# Collège de 'Pataphysique
Het Collège de ’Pataphysique is een kunstenaarsgroep die erin geïnteresseerd is om de principes zoals deze in de 'patafysica zijn neergelegd in beeldende kunst en literatuur om te zetten.
Doel is dan ook het wetenschappelijke onderzoek naar de 'patafysica te verzamelen, administreren en naar buiten te brengen. Het Collège organiseert daartoe bijeenkomsten waar geleerden gegevens uitwisselen, geeft een tijdschrift uit (zie hierna), organiseert tentoonstellingen en werkt met een eeuwigdurende kalender. Met zijn werkzaamheden schaart het Collège zich in een lange traditie van rederijkerskamers, de vereniging van de Blauwe schuit en andere gezelschappen waar ernst en luim elkaar treffen.
Het Collège de ’Pataphysique werd eind 19e eeuw opgericht door de Franse schrijver Alfred Jarry. Op 1 mei 1948 is het daadwerkelijk met zijn werkzaamheden begonnen.
Het Collège is streng geordend, kent een eigen titulatuur en eert op zijn kalender heiligen als Saint-Raphaël (aperitief), Saint-Lazare (station) maar ook de schilder en meestervervalser Han van Meegeren. Voorts hanteert het een streng wetenschappelijk jargon.
De leiding is in handen van Doctor Faustroll, hoofdpersoon in de gelijknamige roman van Alfred Jarry. In de tijdrekening van het Collège is sinds 18 februari 1997 (24e Gueules 124 volgens de patafysische tijdrekening, die haar aanvang neemt op de geboortedag van Alfred Jarry) Zijne Magnificentie Lutembi was lange tijd de gekozen vice-curator en geeft in die hoedanigheid richting aan het onderzoek van het Collège. Sinds 13 palotin 141 E. P. is de taak van Zijne Magnificentie Lutembi, na een verkiezing die plaatsvond overeenkomstig de regels in de statuten van het Collège de ’Pataphysique, opgevolgd door de vice-curatrice Tanya Peixoto.
De Nederlandse tak werd Bâtafysica gedoopt.

## Door het Collège uitgegeven tijdschriften
- Cahiers (28 nummers tussen 1950–1957)
- Dossiers (28 nummers tussen 1957–1965)
- Subsidia Pataphysica (28 nummers tussen 1965–1974)
- Organographes (uitgave van het Cymbalum Pataphysicum)
- Monitoires (eveneens een uitgave van het Cymbalum Pataphysicum)
- L'Expectateur (tot 2000, jaar van de désoccultation)
- Carnets (2000 tot 2007)
- Correspondanciers (2007-2016)
- Publicateur (vanaf 2016)

## Prominente leden van hetCollège de 'Pataphysique
Jean Baudrillard (2001)
Jean Dubuffet (1954)
Marcel Duchamp (1952)
Camilo José Cela (2001)
Umberto Eco (2001)
Max Ernst (1952)
Dario Fo (2001)
Eugène Ionesco (1952)
Asger Jorn
Joan Miró (1952)
Jacques Prévert (1952)
Raymond Queneau (1950)
Man Ray (1974)
Boris Vian (1953)
The Marx Brothers (1953)
Simon Leys (2012)
Als enige Nederlander is de tekenaar Maurits Cornelis Escher, schepper van denkbeeldige werelden, tot satraap verheven. De rang van Satrapen is voorbehouden aan illustere persoonlijkheden die in hun werk blijk hebben gegeven de patafysica te doorgronden. Kunstenaar Panamarenko en sinoloog-essayist Simon Leys zijn de enige Belgische leden met die rang.
De Regenten van het Collège hebben als taak het patafysische onderzoek uit te voeren en te publiceren, op de wijze waarin zij menen te excelleren. Zij bezetten hiertoe een leerstoel.
De titel Dataire is voorbehouden aan die leden die belast zijn met de administratieve ondersteuning van de werkzaamheden van het Collège.
Het lidmaatschap staat, naast personen die door betaling van een zeker lidmaatschapsgeld bewust patafysicus kunnen worden, ook open voor andere zoogdieren, vissen, amfibieën, planten en mineralen. De hond Kirmu werd om zijn daden hoog geëerd en bracht het tot drager van de Orde van de Grote Gidouille en Lid van de Faculteit voor Catachimie te Toulouse.
De Nederlanders Matthijs van Boxsel en een zekere, maar naar men aanneemt de inmiddels overleden fictieve persoon B.D. van der Velden (gezien de gelijkenis van deze naam met die van de Satraap M. Duchamp) zijn in 2005 verheven tot Regent van het Collège, met als opdracht het Patafysisch onderzoek in de Lage Landen te verbreiden.

## Prominente leden van deNederlandse Academie voor ’Patafysica (NAP)
Maxim Februari
Matthijs van Boxsel
Atte Jongstra
Dirk van Weelden